# هنری آلتو
هنری آلتو (انگلیسی: Henri Aalto؛ زادهٔ ۲۰ آوریل ۱۹۸۹) بازیکن فوتبال اهل فنلاند است.
از باشگاه‌هایی که در آن بازی کرده است می‌توان به باشگاه فوتبال هونکا و باشگاه فوتبال سینایوئن یالکاپالوکرهو اشاره کرد.

## دوران ملی
آلتو ۱۴ بازی برای تیم‌های مختلف جوانان فنلاند انجام داده است. او اولین بازی خود را برای تیم زیر ۲۱ سال فنلاند در مسابقه ای با تیم زیر ۲۱ سال استونی در ورزشگاه اسپورت آرنا در ۱۱ فوریه ۲۰۰۹ انجام داد که در دوره دوم بازی جایگزین یوسی هایکینن شد.
وی در تیم‌های ملی فوتبال زیر ۱۹، ۲۰ و ۲۱ سال فنلاند بازی کرده است.